# Demetri d'Alexandria
|  | No s'ha de confondre amb Demetri d'Alexandria, patriarca d'Alexandria de l'any 189 al 232. |

Demetri d'Alexandria (grec antic: Δημητριος; llatí: Demetrius) va ser un filòsof peripatètic que va escriure probablement l'obra περί ῾ερμηνείας, de vegades atribuïda a Demetri de Falèron que per diverses raons no la va poder escriure, entre altres perquè havia de ser elaborada en una època posterior per les paraules i expressions que utilitza. Està redactada amb un gust considerable, i fa referència als millors autors. És una bona font d'informació sobre els principals punts de l'oratòria.
També va escriure una altra obra sobre retòrica (τέχναι ῾ρητορικαί), probablement a l'època dels Antonins, segons Diògenes Laerci.